# Naruse Mikio

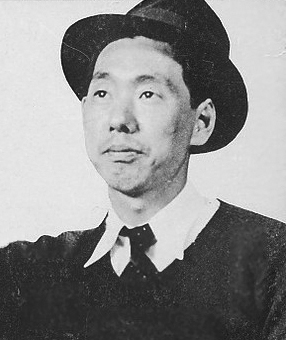
Naruse Mikio

Naruse Mikio (japanisch 成瀬 巳喜男; * 20. August 1905 in Tokio, Japan; † 2. Juli 1969 in Tokio, Japan) war ein japanischer Regisseur, Autor und Produzent. Zusammen mit Yasujiro Ozu, Kenji Mizoguchi und Akira Kurosawa war er der bekannteste japanische Regisseur seiner Zeit.

## Biographie
Naruse wurde 1905 in Tokyo geboren. Seine Karriere begann er 1920 als Ausstatter bei den Shochiku Filmstudios. Schon ein Jahr nach seiner Beförderung zum Regieassistenten 1929 drehte er seinen ersten eigenen Film Fukeiki Jidai. 1933 wechselte er zu einem anderen Studio, welches später unter dem Namen Tōhō Bekanntheit erlangte.
In den 1930er Jahren erreichte er zunehmend Erfolge an den Kinokassen. Auch die Kritiker waren ihm wohlgesinnt. Sein Film Tsuma yo Bara no Yo ni gewann den Kinema-Junpo-Filmpreis. Zwei Jahre vor seinem Tod stellte er seinen letzten Film Midaregumo fertig, der als einer seiner besten angesehen wird.
2007 widmete ihm das Filmmuseum München eine Retrospektive.

## Filmographie
Mikio Naruse schuf zwischen 1930 und 1967 insgesamt 89 Filme:
- 1930: Herr und Frau Schwertspiel (Chambara fūfu)
- 1930: Reine Liebe (Junjō)
- 1930: Harte Zeiten (Fukeiki jidai)
- 1930: Liebe ist streng (Ai wa chikara da)
- 1930: Eine Aufnahme von schamlosen Frischvermählten (Oshikiri shinkonki)
- 1931: Nē kōfun shicha iya yo
- 1931: Nikai no himei
- 1931: Kleiner Angestellter, halte durch! (Koshiben gambare)
- 1931: Wankelmut kommt in den Zug (Uwaki wa kisha ni notte)
- 1931: Die Strenge eines Bartes (Hige no chikara)
- 1931: Unter dem Dach des Nachbarn (Tonari no yane no shita)
- 1932: Onna wa tamoto o goyōjin
- 1932: Aozora ni naku
- 1932: Sei Groß! (Eraku nare)
- 1932: Mottiger Frühling (Mushibameru haru)
- 1932: Chokorēto gāru
- 1932: Ohne Blutsbande (Nasanu naka)
- 1932: Kashi no aru Tōkyō no fūkei
- 1933: Getrennt von Dir (Kimi to wakarete)
- 1933: Träume jede Nacht (Yogoto no yume)
- 1933: Ein Mann mit Frauenfrisur (Boku no marumage)
- 1933: Zwei Augen (Sōbō)
- 1934: Straße ohne Ende (Kagiri naki hodō)
- 1935: Drei Schwestern mit reinem Herzen (Otome gokoro sannin shimai), erster Tonfilm Naruses
- 1935: Joyū to shijin
- 1935: Ehefrau! Sei wie eine Rose! (Tsuma yo bara no yo ni)
- 1935: Sākasu gonin-gumi
- 1935: Uwasa no musume
- 1936: Tōchūken Kumoemon
- 1936: Kimi to yuku michi
- 1936: Dreispurige Straße des Morgens (Asa no namikimichi)
- 1937: Die Sorgen einer Frau (Nyonin aishū)
- 1937: Lawine (Nadare)
- 1937: Kafuku: Zempen
- 1937: Kafuku: Kōhen
- 1938: Tsuruhachi Tsurujirō
- 1939: Die ganze Familie arbeitet (Hataraku ikka)
- 1939: Aufrichtigkeit (Magokoro)
- 1940: Reisende Schauspieler (Tabi yakusha)
- 1941: Ein Gesicht der Vergangenheit (Natsukashi no kao)
- 1941: Shanhai no tsuki
- 1941: Hideko die Busschaffnerin (Hideko no shashō-san), erster von 17 Filmen mit Hideko Takamine, seiner Lieblingsdarstellerin
- 1942: Mutter stirbt nie (Haha wa shinazu)
- 1943: Das Lied Laterne (Uta andon)
- 1944: Dieses glückliche Leben (Tanoshiki kana jinsei)
- 1944: Der Weg des Dramas (Shibaidō)
- 1945: Bis zum Sieg (Shōri no hi made)
- 1945: Eine Geschichte vom Bogenschießen in Sanjusangendo (Sanjūsangen-dō tōshiya monogatari)
- 1946: Urashima Tarō no kōei
- 1946: Beide, Du und ich (Ore mo omae mo)
- 1947: Yottsu no koi no monogatari, Segment 2 „Wakare mo tanoshi“
- 1947: Frühling erwacht (Haru no mezame)
- 1949: Verbrechermädchen (Furyō shōjo)
- 1950: Benimmbericht des Prof. Ishinaka (Ishinaka sensei gyōjōki)
- 1950: Böse Straße (Ikari no machi)
- 1950: Weißes Biest (Shiroi yajū)
- 1950: Bara gessen
- 1951: Ginza Kosmetik (Ginza geshō)
- 1951: Tanzendes Mädchen (Maihime)
- 1951: Das Mahl (Meshi)
- 1952: Okuni and Gohei (Okuni to Gohei)
- 1952: Mutter (Okāsan)
- 1952: Blitze (Inazuma)
- 1953: Eheleute (Fūfu)
- 1953: Ehefrau (Tsuma)
- 1953: Älterer Bruder, jüngere Schwester (Ani imōto)
- 1954: Musik des Berges (Yama no oto)
- 1954: Späte Chrysanthemen (Bangiku)
- 1955: Treibende Wolken (Ukigumo)
- 1955: Der Kuss, 3. Teil: Women’s Ways (Kuchizuke, Segment 3 „Onna dōshi“)
- 1956: Platzregen (Shūu)
- 1956: Herz einer Frau (Tsuma no kokoro)
- 1956: Fließen (Nagareru)
- 1957: Wilde Frau (Arakure)
- 1958: Anzukko
- 1958: Fischgrätenwolken (Iwashigumo), erster Cinemascope- und Farbfilm von Naruse
- 1959: Flüstern in Kotan (Kotan no kuchibue)
- 1960: Wenn eine Frau die Treppe hinaufsteigt (Onna ga kaidan o agaru toki)
- 1960: Tochter, Ehefrau, Mutter (Musume tsuma haha)
- 1960: Abendstrom (Yoru no nagare)
- 1960: Der Herbst naht (Aki tachinu)
- 1961: Wie die Frau, wie die Gattin (Tsuma to shite onna to shite)
- 1962: Das kluge Alter (Onna no za)
- 1962: Aufzeichnungen über mein Vagabundieren (Hōrōki)
- 1963: Das Leben einer Frau (Onna no rekishi)
- 1964: Midareru – Sehnsucht (Midareru)
- 1966: Der Fremde in der Frau (Onna no naka ni iru tanin)
- 1966: Fahrerflucht (Hikinige)
- 1967: Zerrissene Wolken (Midaregumo aka Zwei im Schatten)